# Ladín
Ladín je vesnice, část města Konice v okrese Prostějov. Nachází se asi 2 km na sever od Konice. V roce 2009 zde bylo evidováno 55 adres. V roce 2001 zde trvale žilo 88 obyvatel.
Ladín je také název katastrálního území o rozloze 1,19 km2.

## Obyvatelstvo

### Struktura
Vývoj počtu obyvatel za celou obec i za jeho jednotlivé části uvádí tabulka níže, ve které se zobrazuje i příslušnost jednotlivých částí k obci či následné odtržení.
| Místní části   | Místní části | 1869 | 1880 | 1890 | 1900 | 1910 | 1921 | 1930 | 1950 | 1961 | 1970 | 1980 | 1991 | 2001 | 2011 |
| -------------- | ------------ | ---- | ---- | ---- | ---- | ---- | ---- | ---- | ---- | ---- | ---- | ---- | ---- | ---- | ---- |
| Počet obyvatel | část Ladín   | 249  | 263  | 262  | 268  | 246  | 225  | 215  | 160  | 144  | 115  | 100  | 89   | 88   | 82   |
| Počet domů     | část Ladín   | 43   | 50   | 44   | 45   | 47   | 47   | 46   | 51   | 40   | 37   | 34   | 47   | 50   | 51   |

## Fotogalerie

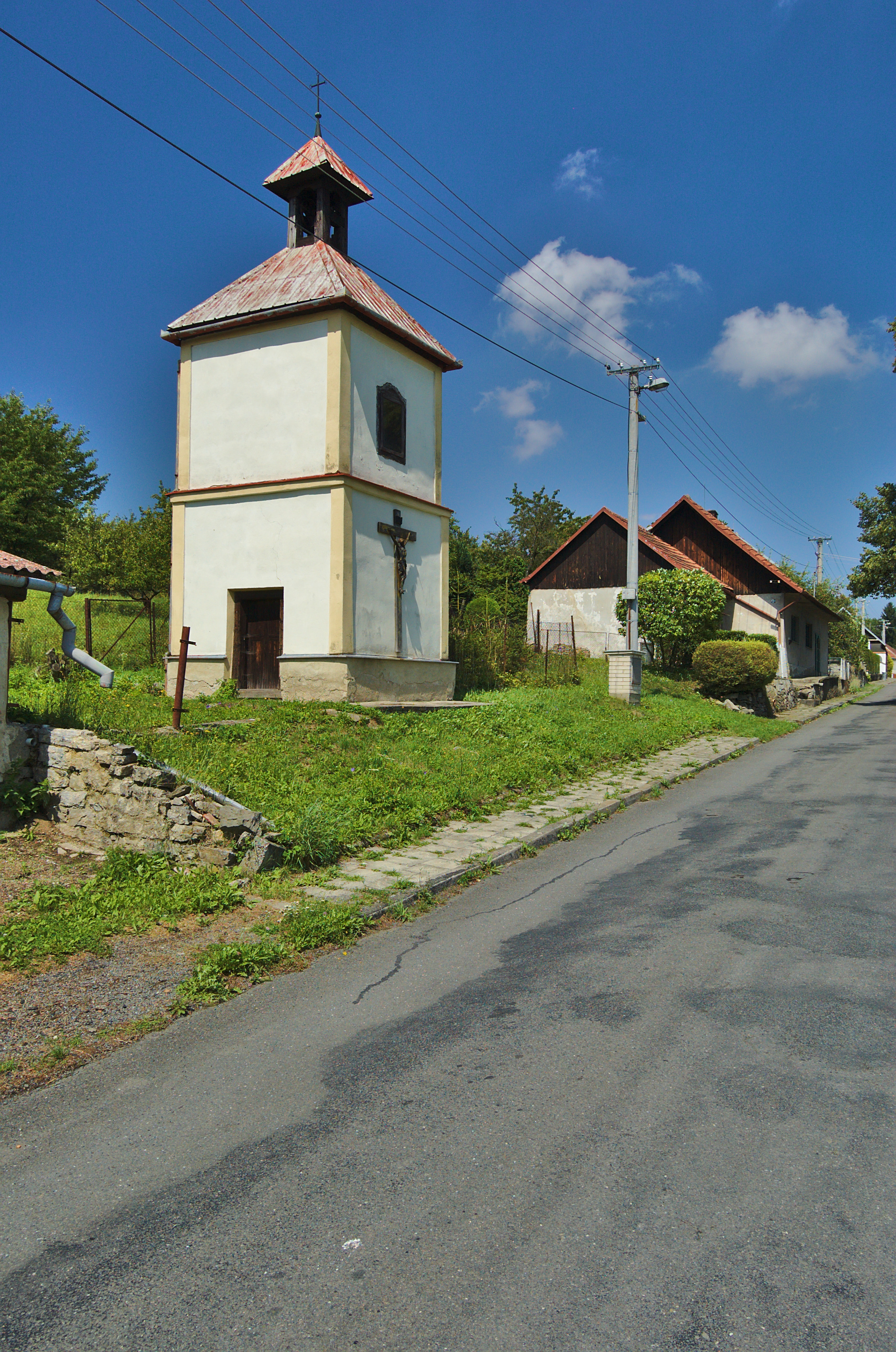
Zvonice ve vsi
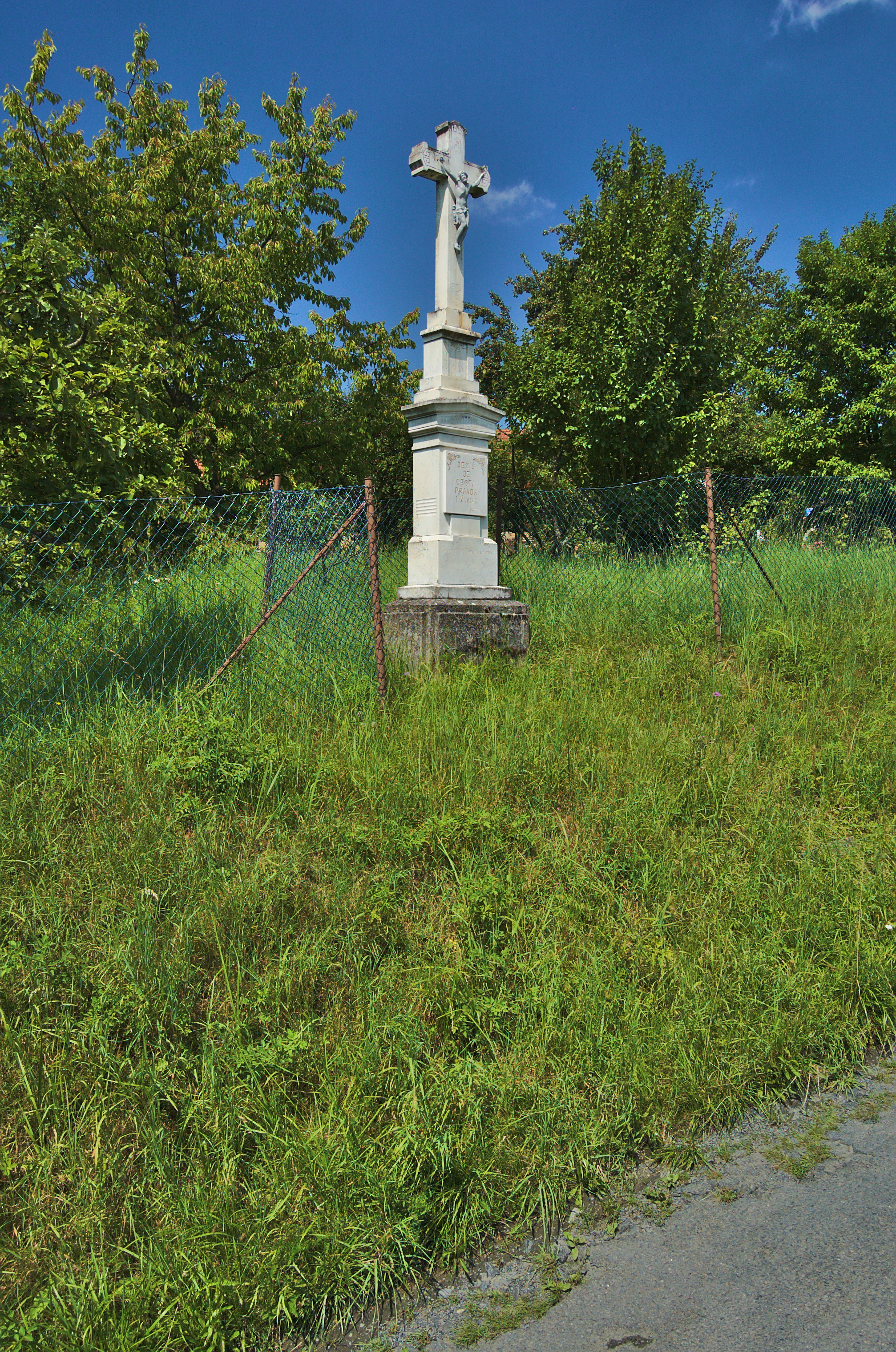
Kříž naproti cestě na Březsko
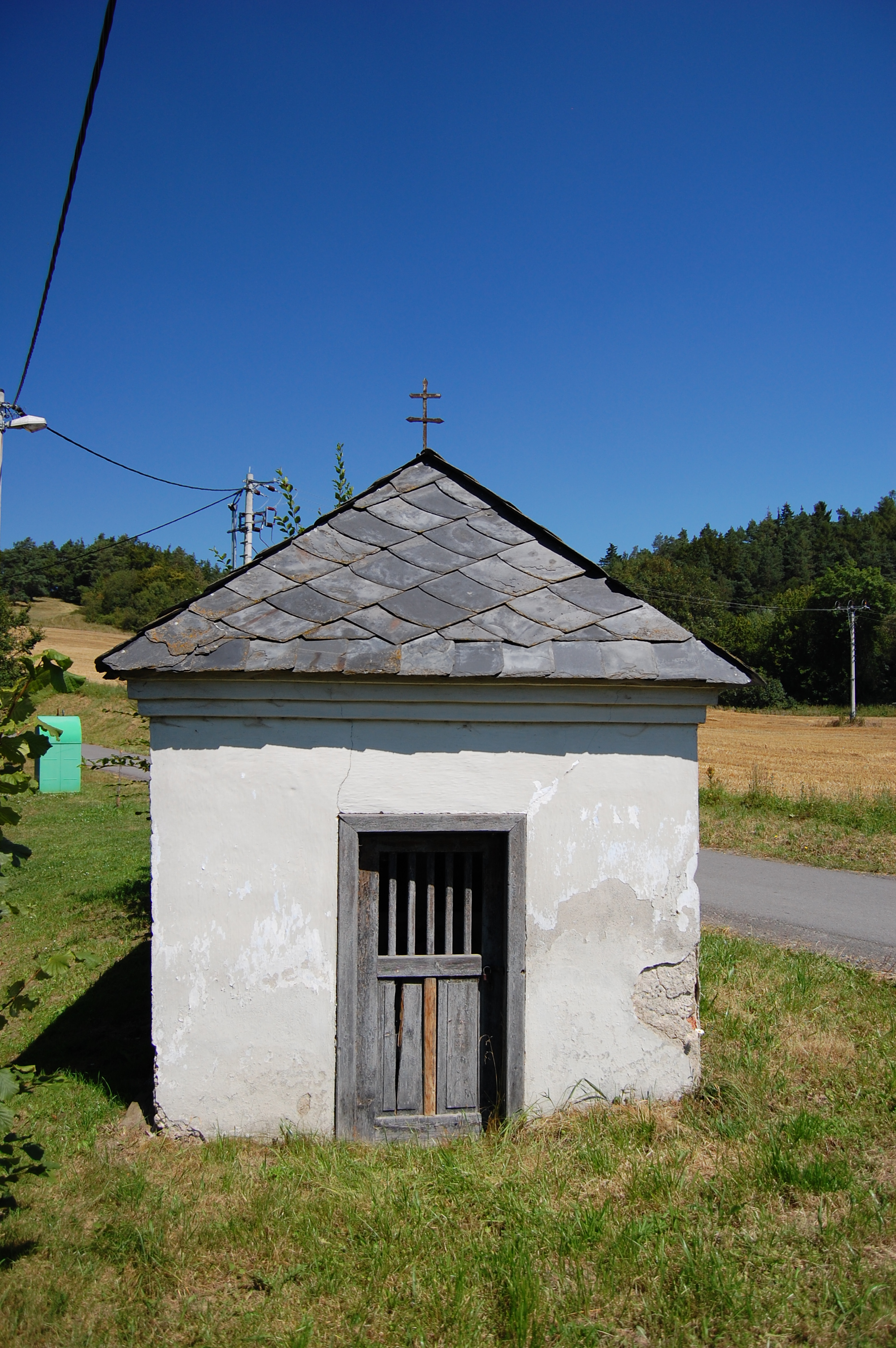
Kaplička svatého Libora od odbočky ze silnice Konice - Jesenec
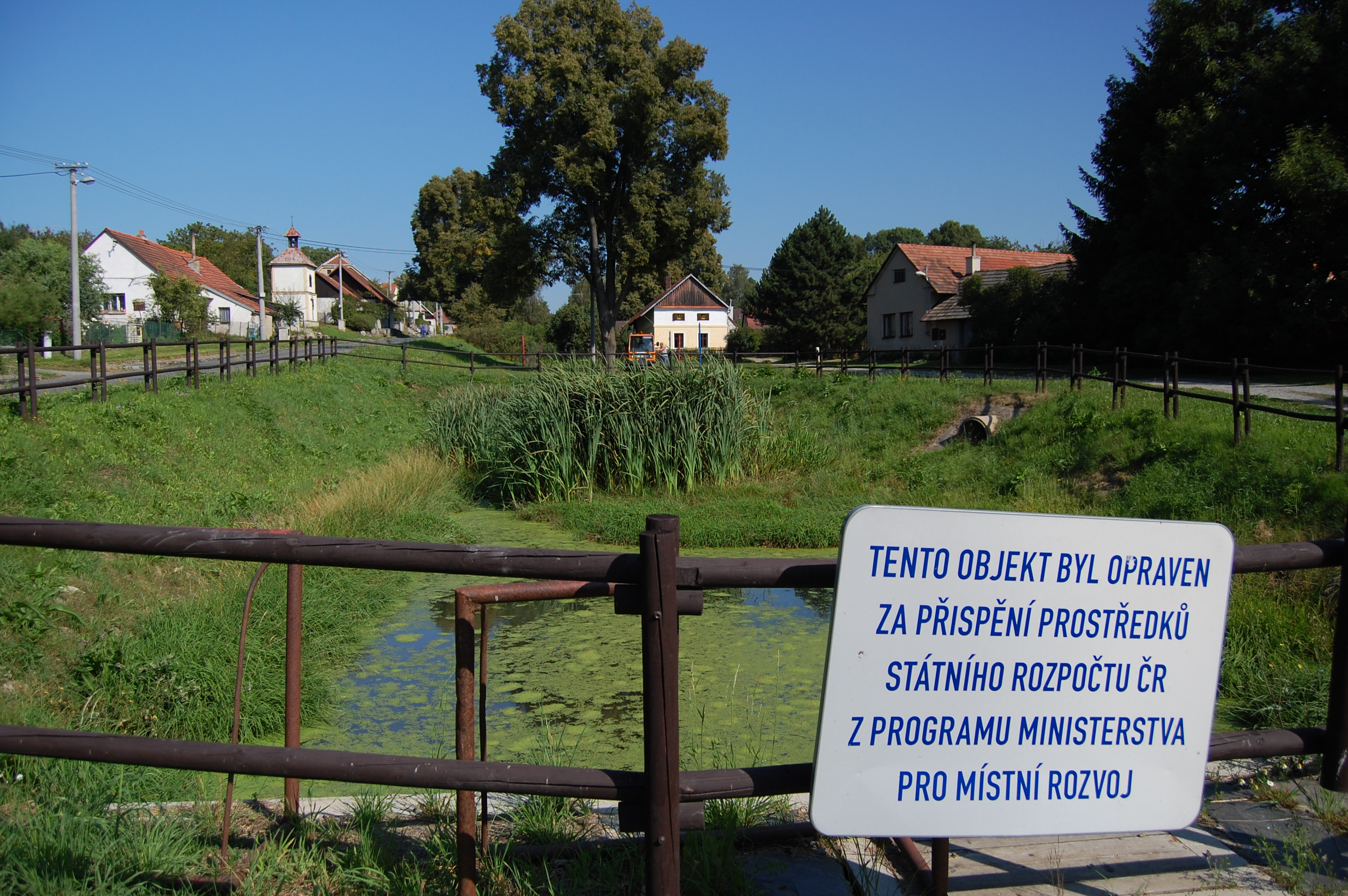
Rybník na návsi